# La pantera rosa (personaje de dibujo animado)
La pantera rosa es un personaje animado ficticio que fue creado por Friz Freleng para aparecer en los créditos iniciales de la película del mismo nombre, estrenada en 1963. Posteriormente se convirtió en protagonista de su propia serie animada, siendo el primer cortometraje "Proyecto rosa" (Pink phink); luego aparecerían más series centradas en él.
También es conocido como "Nathu" y "Pangu" en el este y el sur de Asia, y como "Paulchen Panther" (pequeño Paul, la pantera) en Alemania.

## Descripción física
Se parece a una pantera, es macho, de pelaje rosa, con partes claras en las partes ventral y auricular y en el hocico. Es alto y delgado, tiene dos brazos con manos de tres dedos más el pulgar, cejas gruesas, pies grandes con tres garras en cada uno, camina de pie. La cola y extremidades son largas y delgadas. Su personalidad es pacífico, alegre, solitario, sigiloso, inteligente, mudo y en alguna ocasión pobre.
Su cara es alargada, con dos a tres bigotes en cada lado (exceptuando Pink Panther and Pals, donde no tenía ninguno), ojos amarillos, cejas negras y nariz roja (aunque en algunos episodios emitidos alrededor de 1967 la nariz era negra).

## Comportamiento
Es un personaje muy educado, un perfecto gentleman británico y de personalidad relajada, solitaria, sonriente, muda, aunque a veces puede ser muy juguetón y curioso, además de perseverante cuando se decide a llevar algo a cabo. Rara vez habla, normalmente se comunica por medio de gestos, caras y sonidos. Es muy inteligente y habilidoso a veces, pero aun así tiende a ser bastante torpe; fuma cigarrillos de tabaco con boquilla y a veces se descubre que usa un traje pegado al cuerpo, Es imposible saber si lo lleva puesto o no, ya que su apariencia no cambia en ninguno de los casos.
Es común que se lo compare con el personaje Charlot, de Charles Chaplin, por su comportamiento, su educación refinada y su escasez de palabras (lo que queda en evidencia en Reel pink, último cortometraje de Pink Panther and Pals).

## Controversias

### ¿Macho o hembra?
Es común, sobre todo en los países de habla hispana, que haya confusión sobre su género, a pesar de que siempre fue pensado como masculino y tiene voz masculina en los episódios Sink Pink y Pink Ice (incluso se ha mostrado que usa ropa interior masculina), además a pesar de que sus hijos lo llaman papá a veces se cree que es hembra. Esto es generalmente provocado por un problema de traducción, ya que en su idioma original -el inglés- es llamado "Pink Panther", que son palabras carentes de género, pero en el español, se traduce como "Pantera Rosa", donde pantera tiene género femenino y rosa, aunque es un color y no tiene género también puede ser interpretado como nombre de mujer. También puede ser influenciado por su color de piel, ya que el rosa se ha venido usando como identificador del género femenino (por ejemplo en la ropa de las niñas).

### Otras panteras rosas
Otra creencia popular es que la Pantera Rosa es un ser único en su especie (incluso lo dice un narrador en el episodio "wild pinkdom, de Pink Panther and Pals"), sin embargo se han mostrado otros personajes de su especie junto a él, a veces se le ha visto con su madre y en otra serie, junto a sus dos hijos, se lo vio enamorado dos veces y en una ocasión explica que es casado.

## Apariciones

### Películas
Todos los comienzos (títulos de crédito) de las películas de la saga de La pantera rosa, excepto "El nuevo caso del inspector Clouseau" e "Inspector Clouseau, el rey del peligro":
- La pantera rosa (1963)
- El regreso de la Pantera Rosa (1975)
- La Pantera Rosa ataca de nuevo (1976)[4]
- La venganza de la Pantera Rosa (1978)
- Tras la pista de la Pantera Rosa (1982)
- La maldición de la Pantera Rosa (1983)
- El hijo de la Pantera Rosa (1993)
- La Pantera Rosa (película de 2006) (2006)
- La Pantera Rosa 2 (2009)

### Series animadas
- La Pantera Rosa (The Pink Panther), cortometrajes para salas de cine
- El show de la Pantera Rosa (The Pink Panther Show), para televisión (1969 - 1980 y varios spinoffs)
- La Pantera Rosa y sus hijos (Pink Panther And Sons), para televisión (1984 - 1985)[5]
- La Pantera Rosa (The Pink Panther), única serie en la que hablaba en todos los episodios (1993 - 1995)
- La pandilla de la Pantera Rosa, se rejuvenece a la Pantera hasta la adolescencia, 2010 (marzo-agosto)

### En la cultura popular
- "Pantera Rosa con el hocico arrugado" es un apodo del personaje "don Ramón".
- La segunda parte del episodio "La función debe continuar", de "El chapulín colorado", incluye un cortometraje de 5 minutos sin título de la pantera rosa, donde él es interpretado por Ramón Valdez.
- En España se comercializa un bizcocho llamado Pantera rosa, tiene cubierta rosa.[6]
- El Peterete acostumbraba imitar su forma de caminar.
- En el episodio El examen (The exam) de Mr. Bean, Bean personaliza su escritorio con un muñeco de la Pantera Rosa.[7]
- En el episodio "A silent cartoon" de "El laboratorio de Dexter" (parodia de "pink phink"), Dee Dee aparece totalmente rosada e imita a la Pantera Rosa.

### Videojuegos
La pantera rosa aparece en múltiples videojuegos:
- The Pink Panther (1983).

- Pink Panther (1988), publicado por Gremlin Graphics para computadoras personales de 8-bit.

- The Pink Panther: Passport to Peril (1996).

- The Pink Panther: Hokus Pokus Pink (1997).

- The Pink Panther: Pinkadelic Pursuit (2003) para PlayStation y Game Boy Advance.

- Pink Panther's Epic Adventure (2015) para iOS y Android.

- Pink Goes to Hollywood para Genesis y Super NES.

- En 2004, CR Pink Panther (CRピンクパンサー CR pinkupansā), una serie de 4 juegos para pachinko fue publicado en Japón por Fuji Shogi.

### Otros
- También salió en historietas de Golden Key Comics desde 1971, se hicieron 87 entregas.
- Desde el 15 de agosto de 1980 es la mascota oficial de Owen's Corning.[8][9]
- La compañía alemana Deutsche Telekom, lo usó como mascota publicitaria en 1995.
- Regis Philbin, en un comercial para Sweet'n low, habla a un chofer de taxi, que luego resulta ser la Pantera Rosa.[10]
- Aparece en el segmento "K es para karate", en un episodio de Plaza sésamo.
- Hace una aparición momentánea en el episodio "Halloween on spooner street" de Family guy.
- Es la mascota de la fundación del cáncer infantil de Nueva Zelanda.
- También en una línea de ropa que promueve la prevención del Cáncer de mama.